# Combiers
 Combiers  es una población y comuna francesa, en la región de Poitou-Charentes, departamento de Charente, en el distrito de Angoulême y cantón de Villebois-Lavalette.

## Demografía
| 242 | 214 | 154 | 145 | 127 | 115 |
| Para los censos de 1962 a 1999 la población legal corresponde a la población sin duplicidades (Fuente: INSEE [Consultar]) |     |     |     |     |     |

## Puntos de interés
- Arboretum Jean Aubouin